# Никитин, Николай Николаевич (писатель)
Никола́й Никола́евич Ники́тин (1895—1963) — русский советский писатель, драматург и сценарист. Входил в группу «Серапионовы братья».

## Биография

### Биография
Н.Н. Никитин родился 27 июля (8 августа) 1895 в Санкт-Петербурге в семье железнодорожного служащего. В 1915—1917 учился на филологическом факультете Петербургского университета. В 1919—1921 служил в РККА. 
В 1923—1925 был сотрудником газеты «Ленинградская правда». С 1927 года жил в доходном доме А. И. Резанова (Моховая ул., 28). Умер в Ленинграде 26 марта 1963 года.

### Творческая деятельность
Литературной деятельностью занимался с 1921 года. Первая повесть — «Рвотный форт» (1922). Романы «Преступление Кирика Руденко» (1927), «Это началось в Коканде» (другое название «Это было в Коканде», 1939), «Поговорим о звёздах» (1935) посвящены социалистическому соревнованию, дружбе народов. Его перу также принадлежат рассказы и очерки «С карандашом в руке», «Обоянские повести», «Рассказы разных лет» и др. С 1921 года входил в группу «Серапионовы братья».
По своим рассказам писал сценарии кинофильмов «Могила Панбурлея» (1927), «Парижский сапожник» (1927; совместно с Б. Л. Леонидовым). Роман «Северная Аврора» (1949) об иностранной интервенции 1918—1919 на Севере России написан в годы борьбы с космополитизмом. По мотивам романа написал пьесу «Северные зори» (1952). Роман переведён на иностранные языки. Согласно В. Казаку
Как писатель непролетарского происхождения он долгое время подвергался критике. Со временем его умение приспосабливаться к партийной линии выросло и было отмечено Сталинской премией за роман «Северная Аврора».

## Библиография

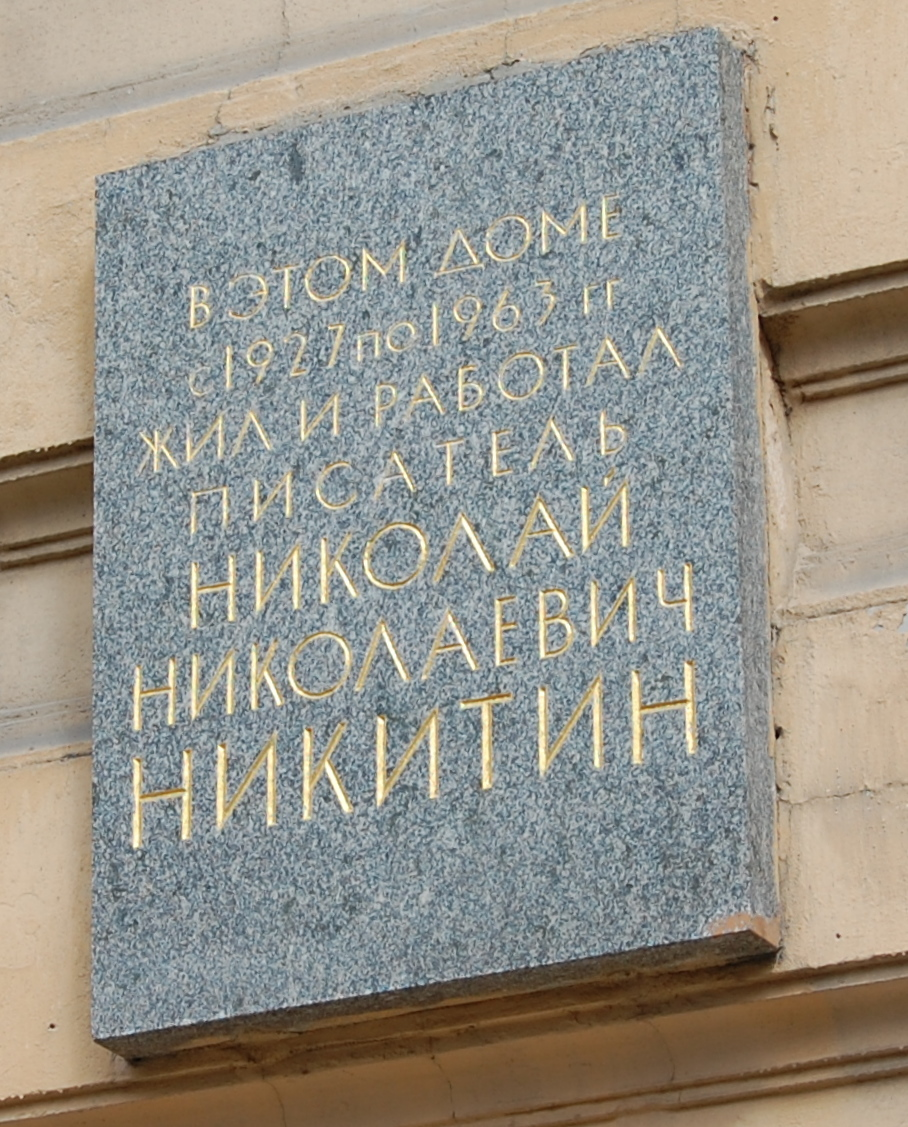
Памятная доска в Санкт-Петербурге

### Пьесы
- 1924 — «Корона и плащ», по мотивам романа X. Бергстедта «Праздник святого Йоргена», — БДТ, режиссёры Павел Вейсбрём и Исаак Кроль,
- 1931 — «Линия огня» — БДТ; Камерный театр
- 1937 — «Апшеронская ночь» («Баку»), — Театр им. МОСПС
- 1952 — «Северные зори», — Малый театр — инсценировка собственного романа «Северная Аврора».

## Награды и премии
- Сталинская премия второй степени (1949) — за роман «Северная Аврора» (1949)
- орден Трудового Красного Знамени
- медали